# Dragon Ball Z : L'Appel du destin
Dragon Ball Z : L’Appel du destin (ドラゴンボールZ 武勇烈伝, Doragon bōru zetto: Buyū retsuden, littéralement « Dragon Ball Z : L’esprit de la bravoure ») est un jeu de combat par Bandai. 
Dragon Ball Z: Buyū Retsuden est publié par Bandai au Japon le 1er avril 1994, puis en France le 15 juin 1994, où le jeu est intitulé Dragon Ball Z : L'Appel du destin. Le jeu est également publié en Espagne et garde la traduction française,.
Il propose au joueur de diriger les personnages de l'anime Dragon Ball Z dans un jeu de combat inspiré des épisodes sortis sur Super Nintendo. Une suite avait été annoncée, mais finalement Bandai ne la mettra jamais en chantier.

## Gameplay
Le gameplay est similaire à la série Super Butōden publiée sur Super Nintendo. Le jeu présente la mécanique d'écran partagé dès que le joueur s'éloigne un peu trop de son adversaire. Les coups spéciaux s'exécutent principalement à l'aide la touche A de la manette Mega Drive en combinant avec les touches directionnelles. Une barre d'énergie est visible juste en dessous de la barre de vie, elle permet de réaliser les coups spéciaux des personnages. Elle se recharge lentement au fil du temps et peut être rechargée plus rapidement via une combinaison de touches, mais le personnage est vulnérable durant cet instant,. Le jeu propose deux modes de jeu, un mode histoire et un mode versus. 

## Personnages
- Son Goku
- Vegeta
- C-18
- Recoom
- Son Gohan
- Trunks
- Krilin
- Ginyu
- Piccolo
- Cell
- Freezer